# Bladgal

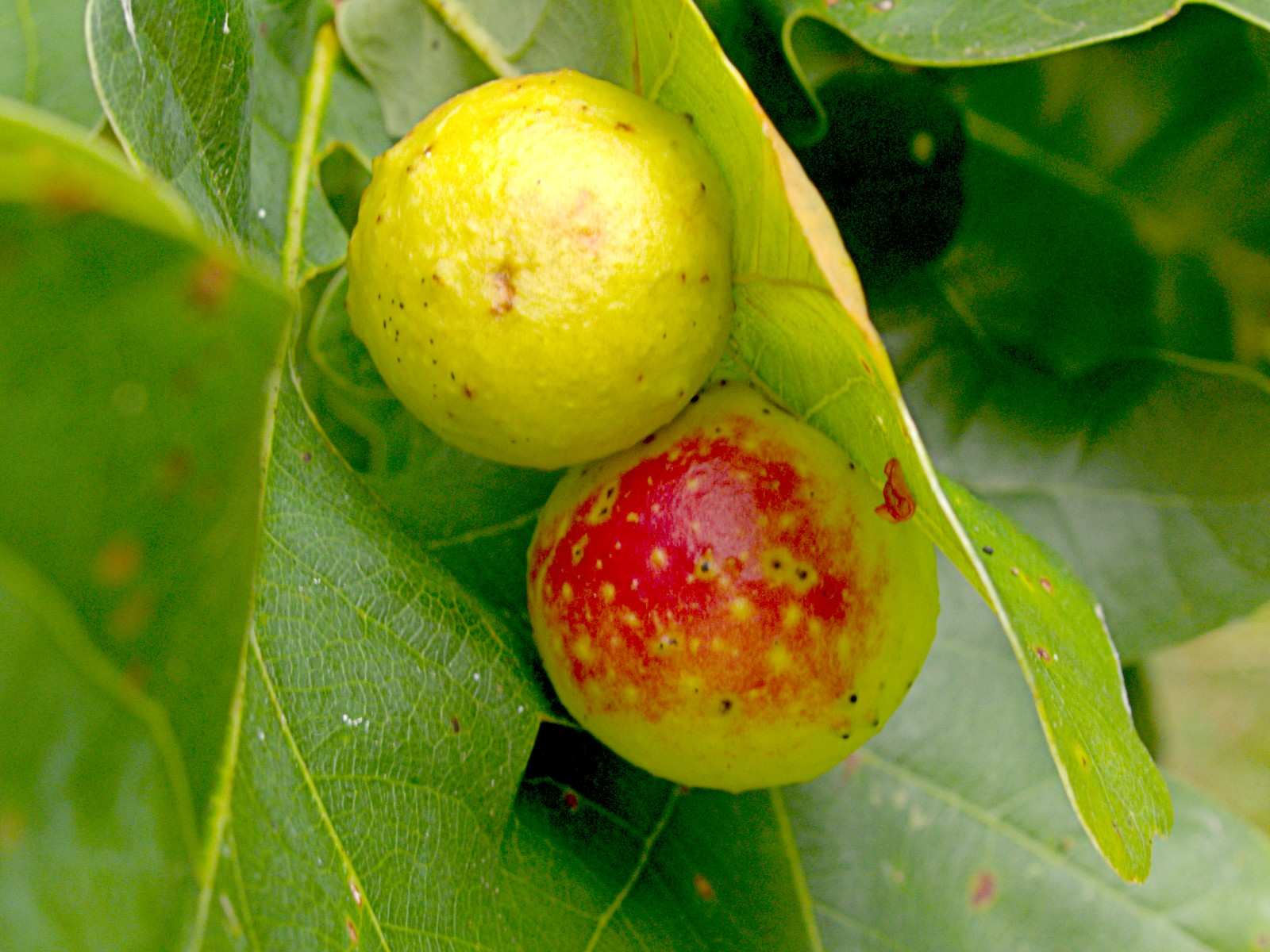
Eikenblad met galappel van de eikengalwesp

Bladgallen zijn gallen of vervormingen van het blad veroorzaakt door insecten zoals galwespen en galmuggen.
Galwespen (superfamilie Cynipoidea) leggen hun eitjes in een bladschijf, waardoor het blad een kapsel gaat vormen rond deze eitjes met een bladgal als gevolg. Deze bladgallen zien er niet zo fraai uit, maar ze zijn weinig schadelijk voor de boom.
Bij de meeste soorten van de galmuggen (Cecidomyiidae) voeden de larven met plantaardige weefsels. Dit veroorzaakt de groei van galappels. Sommige soorten leven echter als larve op paddenstoelen of jagen op prooien.

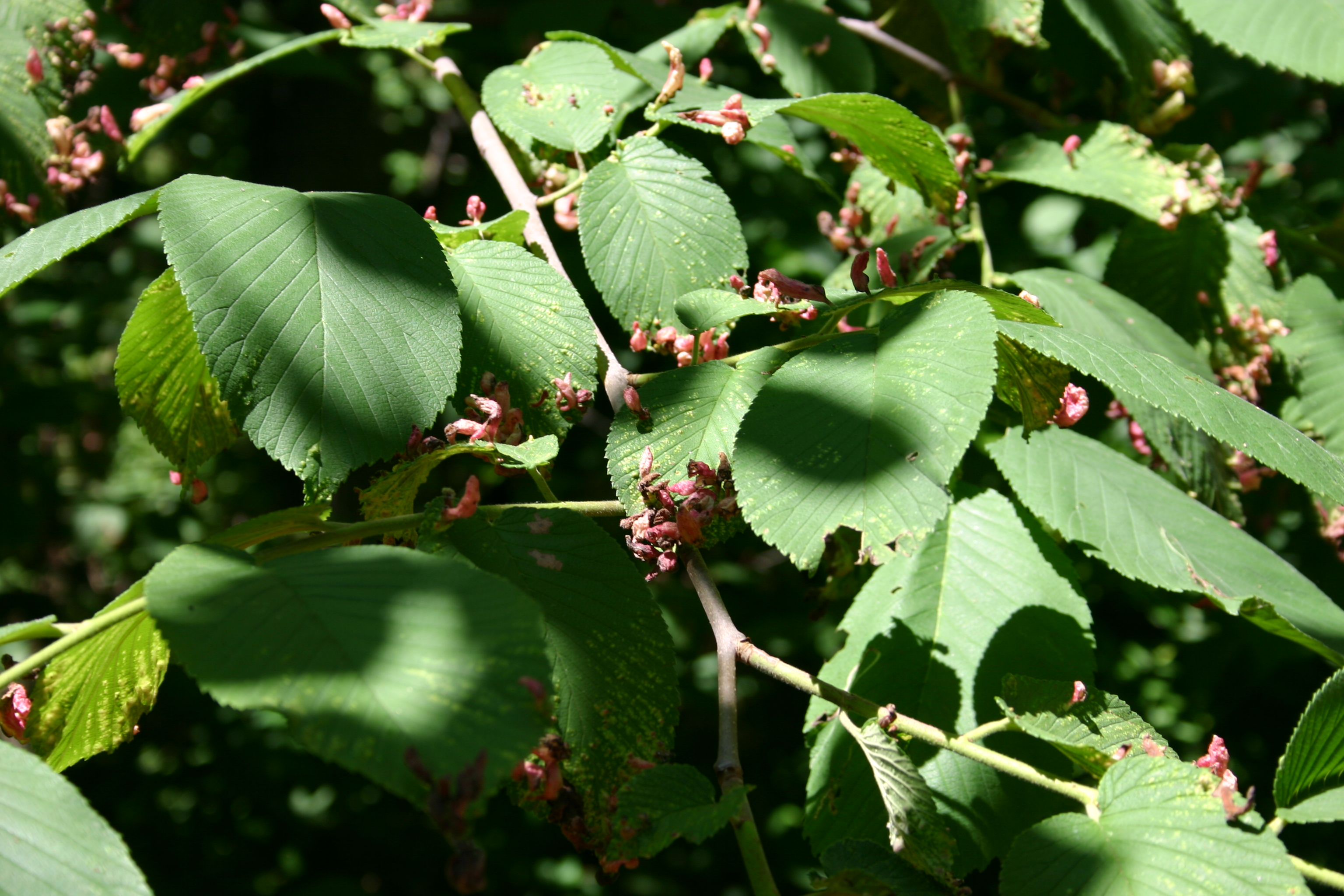
Bladgallen op een Prunus sp.